# تريوم موندو
تريوم موندو (بالإنجليزية: Trium Mondo)‏ هو هاتف ذكي تم الكشف عنه عام 10 يناير 2000.

## الخصائص
- الشاشة: 240×320
- الوزن: 200 غرام
- المعالج: 166 ميجا هرتز